# Troops (album)
Troops è il primo e per ora unico album di Dunkelkwerk, ebbe un notevole contraccolpo per i suoi temi relativi alle guerre mondiali viste dalla parte dei tedeschi è tuttavia sia nel sound che nell'originalità e difficoltà del tema trattato un lavoro interessante e ben organizzato della band di musica Aggrotech Elettronica.

## Tracce
1. 4871 Nord/4448 Ost – 5:31
2. Bastard – 5:45
3. Sternensoldat – 5:33
4. Hymn – 6:25
5. Underfire – 4:37
6. Die Sechste Armee – 5:21
7. Die Schwarzen Jahren – 5:51
8. Hope's Haven – 6:29
9. Gegen Die Flak – 4:26
10. Bastard – 4:14
11. Sternensoldat – 4:17